# Stazione di Ciampino
Stazione di Ciampino vasútállomás Olaszországban, Ciampino településen.

## Vasútvonalak
Az állomást az alábbi vasútvonalak érintik:
- Róma–Cassino–Nápoly-vasútvonal
- Róma–Albano-vasútvonal
- Róma–Frascati-vasútvonal
- Róma–Velletri-vasútvonal

## Kapcsolódó állomások
A vasútállomáshoz az alábbi állomások vannak a legközelebb:
- Stazione di Galleria di Ciampino
- Stazione di Casabianca
- Stazione di Acqua Acetosa (Ciampino) (Stazione di Albano Laziale, FL4)
- Stazione di Tor Vergata (Stazione di Cassino, FL6)
- Stazione di Capannelle (Stazione di Roma Termini, FL4, FL6)
- Stazione di Casabianca (Stazione di Velletri, FL4)
- Stazione di Frascati (Stazione di Frascati, FL4)